# Луцій Корнелій Сципіон Барбат
Луцій Корнелій Сципіон Барбат (лат. Lucius Cornelius Scipio Barbatus; 337 до н. е. — 270 до н. е.) — політичний, державний та військовий діяч Римської республіки, консул 298 року до н. е., великий понтифік з 304 до 270 року до н. е.

## Життєпис

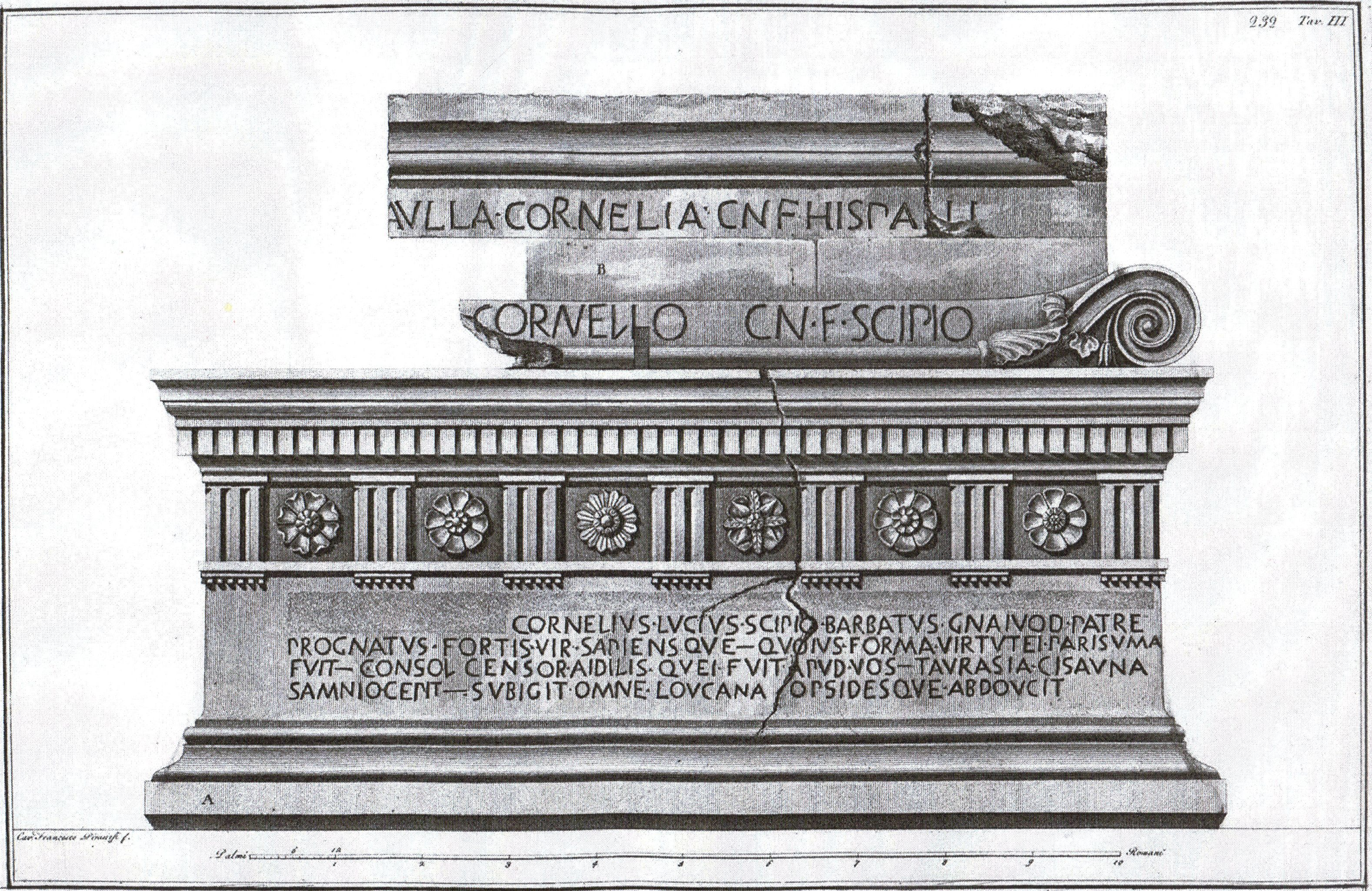
Саркофаг Луція Корнелія Сципіона Барбата у фамільній гробниці Сципіонів на Аппієвій дорозі, який у своєму зовнішньому вигляді мав спільні риси з оформленням грецького храму

Походив з патриціанського роду Корнеліїв Сципіонів. Народився у Римі у родині Публія Корнелія Сципіона Барбата. Про молоді роки Луція мало відомостей.
У 304 році до н. е. він став великим понтифіком, а у 298 році до н. е. консулом разом з Гнеєм Фульвієм Максимом Центумалом. Того ж року почалося повстання етрусків проти Римської республіки. Етруски об'єдналися з деякими гальськими племенами й вирішили скинути владу Рима. У відповідь сенат спорядив армію на чолі із Луцієм Корнелієм Сципіоном Барбатом проти них. Вирішальна битва відбулася при м. Волтера, в якій жодна із сторін не зуміла здобути остаточної перемоги. Втім етруська армія виявилася більш ослабленою й залишила свій військовий табір. Його у ніч захопили римляни й спустошили значну територію Етрурії. У 297 році до н. е. етруски вимушені були укласти мирний договір з Римом.
Того ж року Рим почав Третю самнітську війну, допомагаючи мешканцям Луканії, які звернулися по допомогу проти самнітів. У цій війні Луцій Корнелій обіймав посаду легата в армії консула Квінта Фабія Максима. Рішуча битва з самнитською армією на чолі із Гелієм Егнацієм відбулася в місцевості Тіферн. Спочатку жодна із сторін не зуміла здобути перемоги. Тоді консул Фабій Максим спорядив Корнелія Барбата в обхід самнітських позицій. Наступного дня, обійшовши самнітів, Барбат вийшов їм у тил. Це виявилося вчасно, тому що армія Егнація готова була вже розбити вщент римлян. Внаслідок цього ситуація змінилася, й самніти були переможені.
У 296 році до н. е. знову почалася війна в Етрурії. З огляду на це Барбата з військом було відправлено на допомогу Аппію Клавдію для боротьби з етрусками. У цій війні Корнелій Барбат також здобув значну славу — багато в чому завдяки йому вороги римлян були переможені. У 295 році до н. е. Барбат закінчив війну в Етрурії на чолі із 2-м легіоном, захопивши одне з важливіших етруських міст — Клусій, в цьому ж році став пропретором в Етрурії.
Після цього Луцій Корнелій вже не брав участі у військових діях. У 280 році до н. е. його обрано цензором.

## Родина
Діти:
- Луцій Корнелій Сципіон, консул 259 року до н. е.
- Гней Корнелій Сципіон Азіна, консул 260 і 254 років до н. е.